# Znalezione nie kradzione
Znalezione nie kradzione – powieść Stephena Kinga z 2015 roku. Jest drugą częścią trylogii detektywistycznej o Billu Hodgesie, w 2014 roku wyszła pierwsza część zatytułowana Pan Mercedes, a w 2016 roku ukazała się ostatnia część cyklu o tytule Koniec warty. Powieść opowiada historię detektywa Billa Hodgesa, który tym razem staje oko w oko z niezrównoważonym psychicznie mordercą – Morrisem Bellamym, który w szale zabija ulubionego pisarza tylko dlatego, że ten zrobił z jego ulubionego bohatera konformistę. Następnie wykrada z jego sejfu wszystkie pieniądze oraz notatki zawierające fabułę następnych powieści, które ukrywa w znanym tylko sobie miejscu. Jednak nie zdąża ich przeczytać, gdyż za inne przestępstwo, popełnione pod wpływem alkoholu, trafia do więzienia. Po latach jego łup odnajduje mały chłopiec – Pete Saubers (syn jednej z ofiar Pana Mercedesa), który jeszcze nie wie w jak wielkim niebezpieczeństwie znalazł się on i jego rodzina, gdyż po trzydziestu pięciu latach na wolność zostaje zwolniony warunkowo Morris Bellamy.
Polskie tłumaczenie zostało wydane przez Wydawnictwo Albatros w 2015.